# Маргариде
Маргариде (порт. Margaride)  —  район (фрегезия) в Португалии,  входит в округ Порту. Является составной частью муниципалитета  Фелгейраш. По старому административному делению входил в провинцию Дору-Литорал. Входит в экономико-статистический  субрегион Тамега, который входит в Северный регион. Население составляет 9451 человек на 2001 год. Занимает площадь 6,17 км².
Покровителем района считается Святая Евлалия (порт. Santa Eulália). 